# Mico Nissim
Mico Nissim (* 20. Juni 1947 in Nizza) ist ein französischer Jazzpianist und Komponist.

## Leben und Wirken
Nissim stammt aus einer Familie sephardisch-griechischer Herkunft und erhielt klassischen Klavierunterricht. 1964 gründete er seine erste Jazzband Les Autres. Nach einem erfolgreich abgeschlossenen Ingenieursstudium in Nantes unterrichtete er Mathematik von 1970 bis 1974, davon ein Jahr in Ziguinchor, Senegal. Seit 1974 ist er  professioneller Musiker. Er hat als Begleiter für viele Entertainer (Sacha Distel, Font et Val, Nilda Fernandez, Marquis de Sade) gearbeitet und auch für sie komponiert. Claude Barthélemy holte ihn als Pianisten in das Orchestre National de Jazz, dem er von 1989 bis 1991 angehörte. Seit 1971 nahm er mehrere Alben unter eigenem Namen auf; dabei waren teilweise auch Touré Kunda beteiligt (Dunya, 1981). Er ist auch auf Tonträgern von Jacques Mahieux (1974), Aldo Romano, Gérard Marais, Claude Barthélémy (Jaune et encore), Didier Malherbe (Bloom) oder Annick Nozati zu hören. 1999 gründete er mit Joël Bara in Cergy die Harmonie Le Vent Se Lève. Auch schrieb er Filmmusik für Gérard Frot-Coutaz. Weiterhin verfasste er Theatermusiken und mehrere kammermusikalische Werke sowie Werke für Blasorchester, die unter anderem von der Batterie Fanfare der Police nationale (Musique en 3D) aufgenommen wurden.
Nissim lehrt am Konservatorium von Saint-Cloud.

## Diskographische Hinweise
- Glucose Confectionnerie (1971, mit François Méchali, Jean-Louis Méchali)
- Décaphonie (1995, mit Jacques Bolognesi, Patrick Faber, François Méchali, Christian Lété)
- Ornette / Dolphy / Tribute / Conséquences (2009, mit Géraldine Laurent, Alessandro Cerino, Laurent Mignard, David Grebil, Jean-Luc Ponthieux)